# Highbury (Stadion)
Das Highbury (im deutschen Sprachraum auch Highbury-Stadion), offiziell Arsenal Stadium, war ein englisches Fußballstadion, das zwischen 1913 und 2006 die Heimspielstätte des FC Arsenal war. Es wurde inzwischen weitgehend abgerissen. Das Stadion befand sich im Londoner Bezirk Islington im gleichnamigen Stadtteil und wurde deshalb auch überwiegend als Highbury bezeichnet. An der Stelle des Stadions befindet sich heute eine Highbury Square genannte Apartment-Anlage.
Die Anlage war bekannt für ihr mit 100 Meter × 67 Meter (bzw. 109 Yards × 73 Yards) sehr kleines Spielfeld. Der Rasen wurde stetig auf einem überdurchschnittlichen Niveau gepflegt und besaß eine Rasenheizung. Steve Braddock, Platzwart des FC Arsenal, hatte aufgrund seiner guten Rasenpflege im Highbury mehrfach den Titel als bester Platzwart des Jahres in der Premier League gewonnen.
Das Highbury bot 38.500 Zuschauern Platz (12.500 auf der Nord-, 11.000 auf der West- und 9.000 auf der Osttribüne sowie 6.000 auf der Clock End genannten Südtribüne) und war ausschließlich mit Sitzplätzen ausgestattet. In der südöstlichen und nordwestlichen Ecke waren zwei große Videoanzeigen angebracht. Die Haupteingänge befanden sich in der Gillespie Road, Avenell Road und Highbury Hill. Bevor aus dem Stadion alle Stehplätze entfernt worden waren, wurde die größte Zuschauerzahl im Jahr 1935 erreicht, als das Spiel des FC Arsenal gegen den FC Sunderland 73.295 Zuschauer verfolgten.
Die Saison 2005/06 war die letzte, die der FC Arsenal in Highbury spielte. Das letzte Ligaspiel fand am 7. Mai 2006 gegen Wigan Athletic statt. Arsenal gewann vor 38.359 Zuschauern mit 4:2. Der Verein bezog im Sommer 2006 das rund 400 Meter entfernte, neue Emirates Stadium.

## Geschichte
Das ursprüngliche Highbury wurde 1913 gebaut. Damals hatte der noch Woolwich Arsenal genannte Verein seine Heimat im südöstlichen Teil Londons in Plumstead in Richtung Highbury verlassen und dabei Sportfelder des dort ansässigen theologischen Colleges angemietet. Das von dem renommierten schottischen Stadionarchitekten Archibald Leitch entworfene Stadion verfügte über lediglich eine Osttribüne und weitere Terrassenstehplätze in den anderen Bereichen. Nach einer Reihe von Umbaumaßnahmen in den 1930er Jahren waren bis zum Abriss jedoch keine nennenswerten Restbestände des Ausgangsbaus mehr vorhanden.
Die erste Umbaumaßnahme betraf die von Claude Waterlow Ferrier und William Binnie in einem besonderen Art-déco-Stil entworfene Westtribüne. Sie wurde im Jahr 1932 offiziell eröffnet, zur gleichen Zeit, als die U-Bahn-Station der London Underground an dieser Stelle von Gillespie Road in Arsenal umbenannt wurde. Leitchs Haupttribüne wurde abgerissen, um eine der Westtribüne baugleichen Osttribüne Platz zu machen, die dann 1936 fertiggestellt war und über eine besondere Außenfassade zur Avenell Road hin verfügte. Die Nord- und Südtribüne wurden beide überdacht, wobei über Letztere noch eine große Uhr eingebaut wurde, die der Südtribüne den Namen Clock End gab.
Die Spielstätte blieb mehr oder weniger für die nächsten 50 Jahre in diesem Zustand, obwohl die Nordtribüne aufgrund der großen Zerstörung im Zweiten Weltkrieg neu gebaut werden musste. Im Jahr 1951 wurde eine Flutlichtanlage gebaut, die schon 20 Jahre zuvor von dem damaligen Trainer Herbert Chapman befürwortet worden war. Die Ergebnisse des Taylor-Reports, eine Art Anforderungsprofil für die Sicherheit in den Stadien nach der Hillsborough-Katastrophe, gaben dann vor, dass in allen Fußballstadien die Steh- in Sitzplätze umgewandelt werden sollten. Die Nordtribüne, die bis dahin die leidenschaftlichsten Anhänger des Vereins beheimatete, wurde daraufhin im Jahr 1992 abgerissen und durch eine Sitzplatztribüne ersetzt. Die Tribüne Clock End blieb erhalten und wurde durch den Einbau von Logen und Sitzplätzen lediglich saniert.
Nach dem Umzug des FC Arsenal in das nahe gelegene Emirates Stadium im Jahr 2006 wurde das Stadion weitgehend abgerissen und eine Anlage mit 700 Apartments errichtet. Die denkmalgeschützte Osttribüne wurde dabei in den Bau einbezogen. Im Bereich des früheren Spielfelds befindet sich heute eine nicht-öffentliche Parkanlage und ein „Memorial Garden“, in dem die Urnen von 500 Arsenal-Anhängern beigesetzt sind.

## Wissenswertes
Neben der ständigen Heimspielstätte für den FC Arsenal wurde das Stadion außerdem in der Zeit zwischen 1920 und 1961 für zwölf Spiele der englischen Nationalmannschaft genutzt, vornehmlich für Freundschaftsspiele. Darunter fiel vor allem die berühmte Battle of Highbury, als das englische Team 1934 den amtierenden Weltmeister aus Italien mit 3:2 besiegte und dabei sieben Spieler des FC Arsenal in seinen Reihen hatte. Highbury wurde zudem als neutraler Platz für zwölf FA-Cup-Halbfinalspiele zwischen 1929 und 1997 verwendet.
Nicht immer spielte der FC Arsenal im Highbury. Während des Zweiten Weltkrieges wurde das Stadion für den Schutz von Zivilisten vor den Luftangriffen genutzt (als eine sogenannte ARP station) und wurde zu dieser Zeit bombardiert. Arsenal spielte zu dieser Zeit in dem von dem Lokalrivalen Tottenham Hotspur genutzten Stadion an der White Hart Lane, bis das Highbury-Stadion im Jahr 1946 wiedereröffnet wurde. Zwischen 1999 und 2000 absolvierte Arsenal seine Spiele in der Champions League im Wembley-Stadion, da die Kapazität bereits sehr eingeschränkt war und sich dies durch die zusätzlich notwendigen Plätze für Werbezwecke noch weiter verringert hätte. Arsenals Statistik mit nur zwei gewonnenen Spielen aus sechs Partien sorgte dann dafür, dass der Verein nach zwei Jahren wieder in das heimische Highbury zurückkehrte.
Im Highbury wurden zudem zahlreiche Cricket- und Baseball-Spiele ausgetragen. Im Jahr 1966 fand dort der Weltmeisterschaftskampf im Schwergewicht zwischen den Boxern Henry Cooper und Muhammad Ali statt, den Ali gewann.
Das Highbury war mehrfach in Filmen zu sehen und diente dabei als Hintergrund für die Kinofilme The Arsenal Stadium Mystery und Fever Pitch.
Das Stadion wurde auch „Highbury the Library“ (deutsch Highbury die Bibliothek) genannt. Dies liegt an den ruhigen Arsenal-Fans, sodass es während der Spiele für englische Verhältnisse im Highbury sehr leise war. Dies setzt sich auch im jetzigen Emirates Stadium fort.

## Galerie

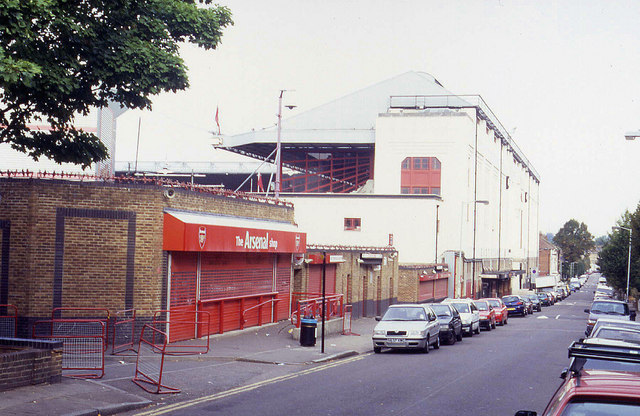
Avenell Road, Ticketverkauf und Osttribüne
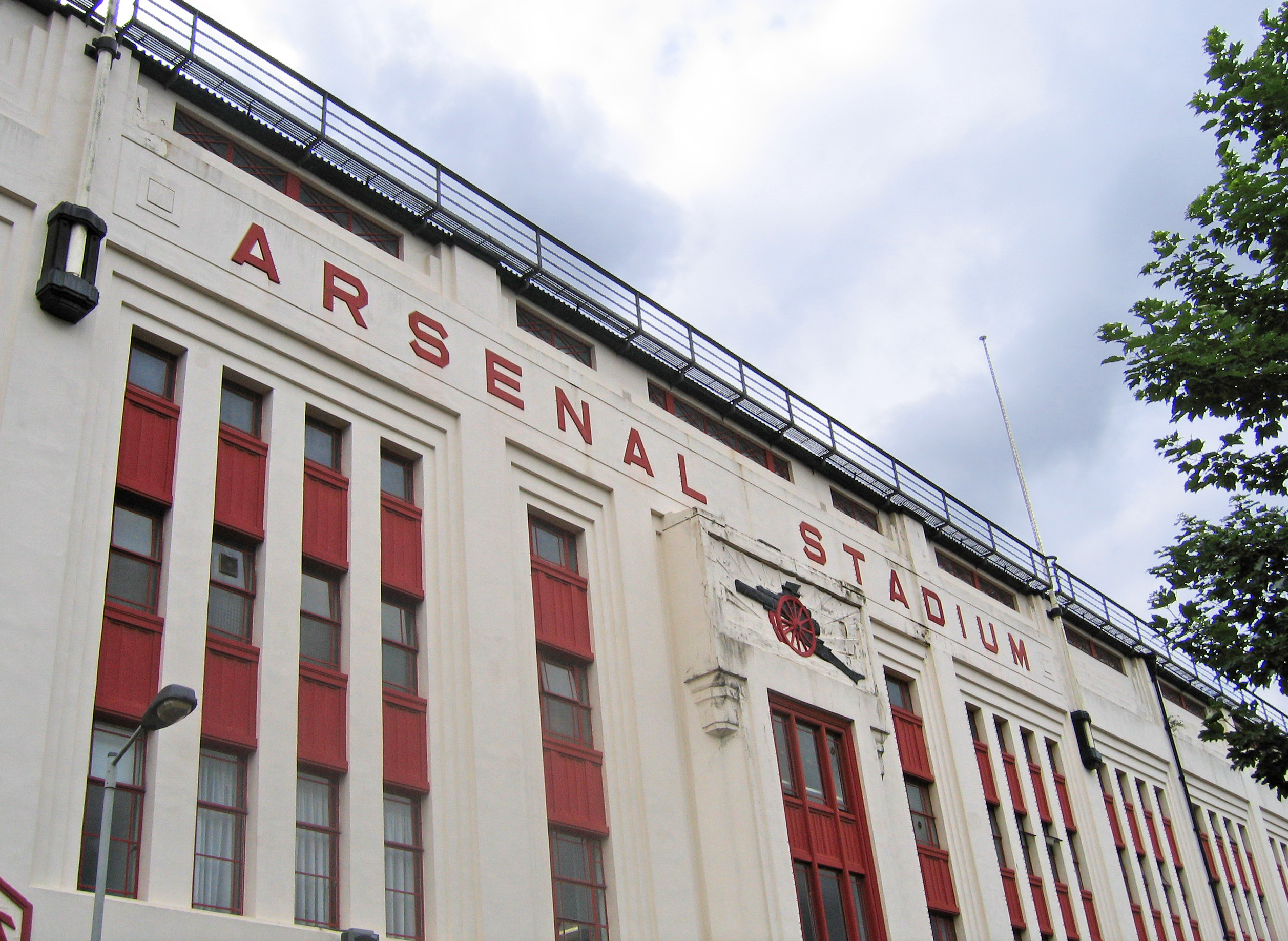
Die im Jahr 1936 erbaute Osttribüne des Highbury
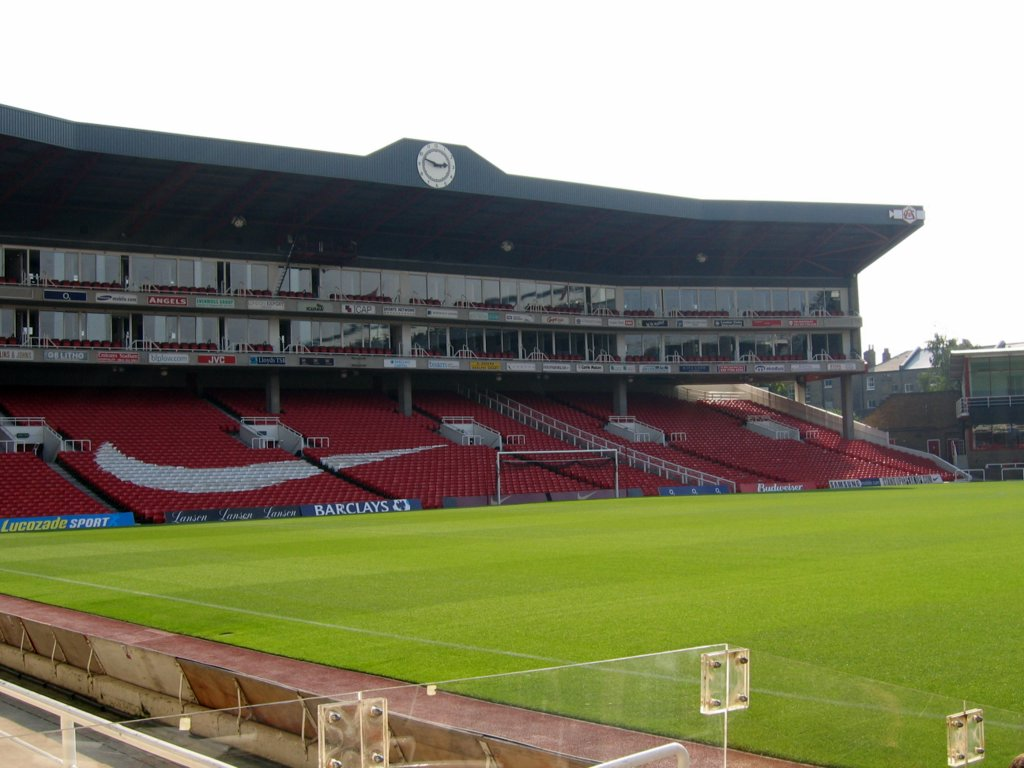
Die Tribüne „Clock End“, mit darüberliegenden Logen- und Geschäftsräumen
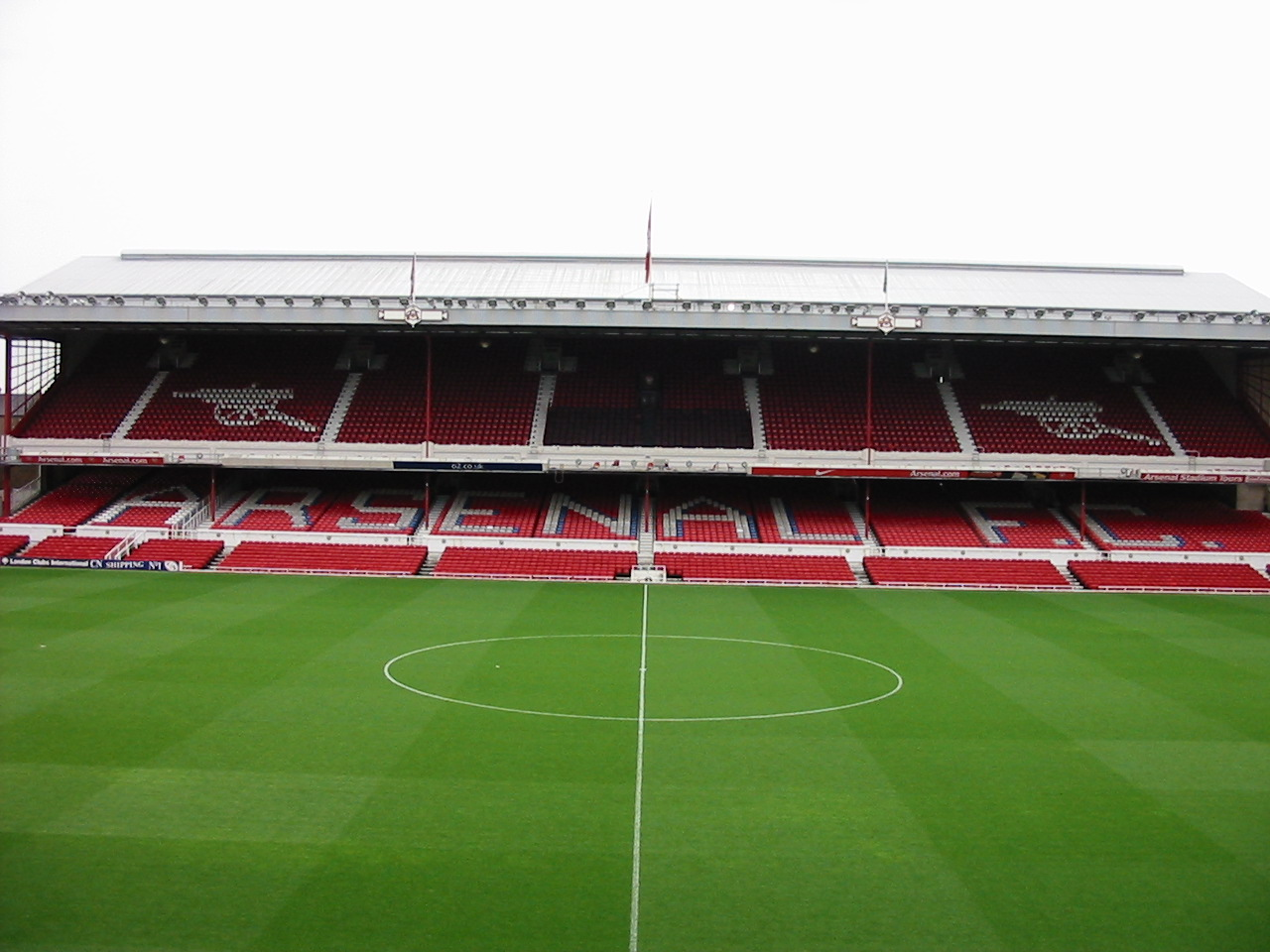
Westtribüne
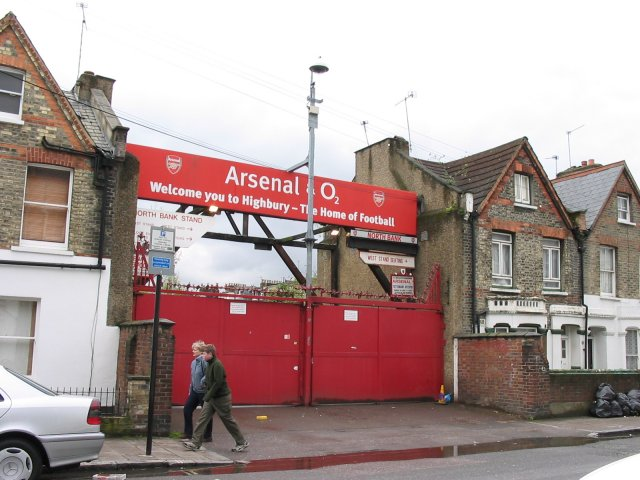
Eingang zur Nordtribüne